# Billy Drago
William Eugene Burrows Jr., conhecido como Billy Drago (Hugoton, Kansas, 30 de Novembro de 1945 - Los Angeles, 24 de junho de 2019), foi um ator estadunidense, conhecido por seus papéis como vilão tanto no cinema quanto na televisão.

## Filmografia parcial
- Colheita Maldita: Genesis (Children of the Corn: Genesis) (2011)
- Lua Negra (Dark Moon Rising) (2009)
- Cidade Fantasma (Ghost Town) (2009)
- Veneno Mortal (Copperhead) (2008)
- O Morto - Ele Veio Buscar Sua Alma (The Dead One) (2007)
- 7 Múmias (Seven Mummies) (2006)
- Viagem Maldita (The Hills Have Eyes) (2006)
- Maldição Voodoo (Blood Relic) (2005)
- Caçador de Demônios (Demon Hunter) (2005)
- O Ataque dos Vermes Malditos 4 - O Começo da Lenda (Tremors 4: The Legend Begins) (2004)
- Sociedade da Luta (The Circuit) (2002)
- Prazer em Matar-Te (Mad Dog Time) (1996)
- Cyborg 2 (1993)
- Leis Marciais 2 (Martial Law 2 - Undercover) (1993)
- Comando Delta 2 - Conexão Colômbia (Delta Force 2: The Colombian Connection) (1990)
- Um Herói e seu Terror (Hero and the Terror) (1988)
- Os Intocáveis (The Untouchables) (1987)
- Vamp - A Noite dos Vampiros (Vamp) (1986)
- O Cavaleiro Solitário (Pale Rider) (1985)
- Invasão USA (Invasion U.S.A.) (1985)

## Morte
O ator sofreu um AVC e morreu no dia 24 de junho de 2019.